# The Way of a Man

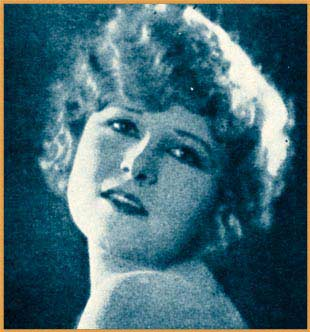
Allene Ray, estrela do seriado.

The Way of a Man é um seriado estadunidense de 1924, gênero Western, dirigido por George B. Seitz, em 10 capítulos, estrelado por Allene Ray e Harold Miller. Produzido e distribuído pela Pathé Exchange, veiculou nos cinemas estadunidenses entre 20 de janeiro e 23 de março de 1924. Baseado no livro homônimo de Emerson Hough, o seriado foi também editado como filme de longa metragem e lançado pela Pathé igualmente em 20 de janeiro de 1924.
O seriado foi registrado entre 31 de outubro de 1923 e 20 de fevereiro de 1924, portanto foi produzido entre 1923 e 1924, apesar de ter sido lançado apenas em 1924.
Este seriado é considerado perdido.

## Elenco
- Allene Ray … Ellen Meriwether
- Harold Miller[4] … John Cowles
- Bud Osborne … Gordon Orme
- Lillian Gale … Mandy McGovern
- White Horse … Auberry
- Kathryn Appleton … Grace Sheraton
- Chet Ryan
- Lillian Adrian
- Florence Lee

## Capítulos
1. Into the Unknown
2. Redskin and White
3. In the Toils of the Torrent
4. Lost in the Wilds
5. White Medicine
6. The Firing Squad
7. Gold! Gold!
8. The Fugitive
9. California
10. Trail's End

Fonte: 

## The Way of a Man: o livro
O seriado foi baseado no livro homônimo de Emerson Hough, publicado por The Outing Publishing Company em 1907.
Em 1924, a Grosset and Dunlap lançou uma edição do livro de Emerson Hough, sob o mesmo título, acrescido de cenas do seriado.